# Даліс (Комишуваха)
Футбольний клуб «Даліс» — український футбольний клуб з селища міського типу Комишувахи Оріхівського району Запорізької області.
У сезоні 1997/98 здобув срібні нагороди чемпіонату України серед аматорів і здобув путівку у другу лігу, однак ще до початку сезону відмовився від участі у змаганнях професіоналів.
Фіналіст Кубка України з футболу серед аматорів 1997—1998

## Відомі футболісти
- Дмитро Рюмін
- Дмитро Крісанов